# Francisco Agudo
Francisco Agudo Martín (n. Torrelavega, Cantabria, el 31 de marzo de 1964), fue el director general de Turismo del Gobierno de Cantabria desde julio de 2011. Francisco Agudo es Diplomado en Turismo por la Universidad de Cantabria. Está casado y tiene un hijo y una hija. En 1987 entró a trabajar en el Hotel Santemar de Santander, siendo nombrado director del hotel en 1992. En 2011, a propuesta del Consejero de Innovación, Industria, Turismo y Comercio del Gobierno de Cantabria, Eduardo Arasti, fue nombrado director general de Turismo del Gobierno de Cantabria por el Consejo de Gobierno de Cantabria, encabezado por el presidente de Cantabria Ignacio Diego. En junio de 2013 dimite por motivos personales y vuelve a la dirección del Hotel Santemar.
| Predecesor: - | Director general de Turismo del Gobierno de Cantabria 2011-2013 | Sucesor: Santiago Recio |